# Hoogstraat (Montfoort)

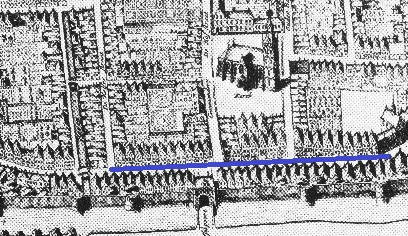
De straat op een stadsplattegrond uit 1649

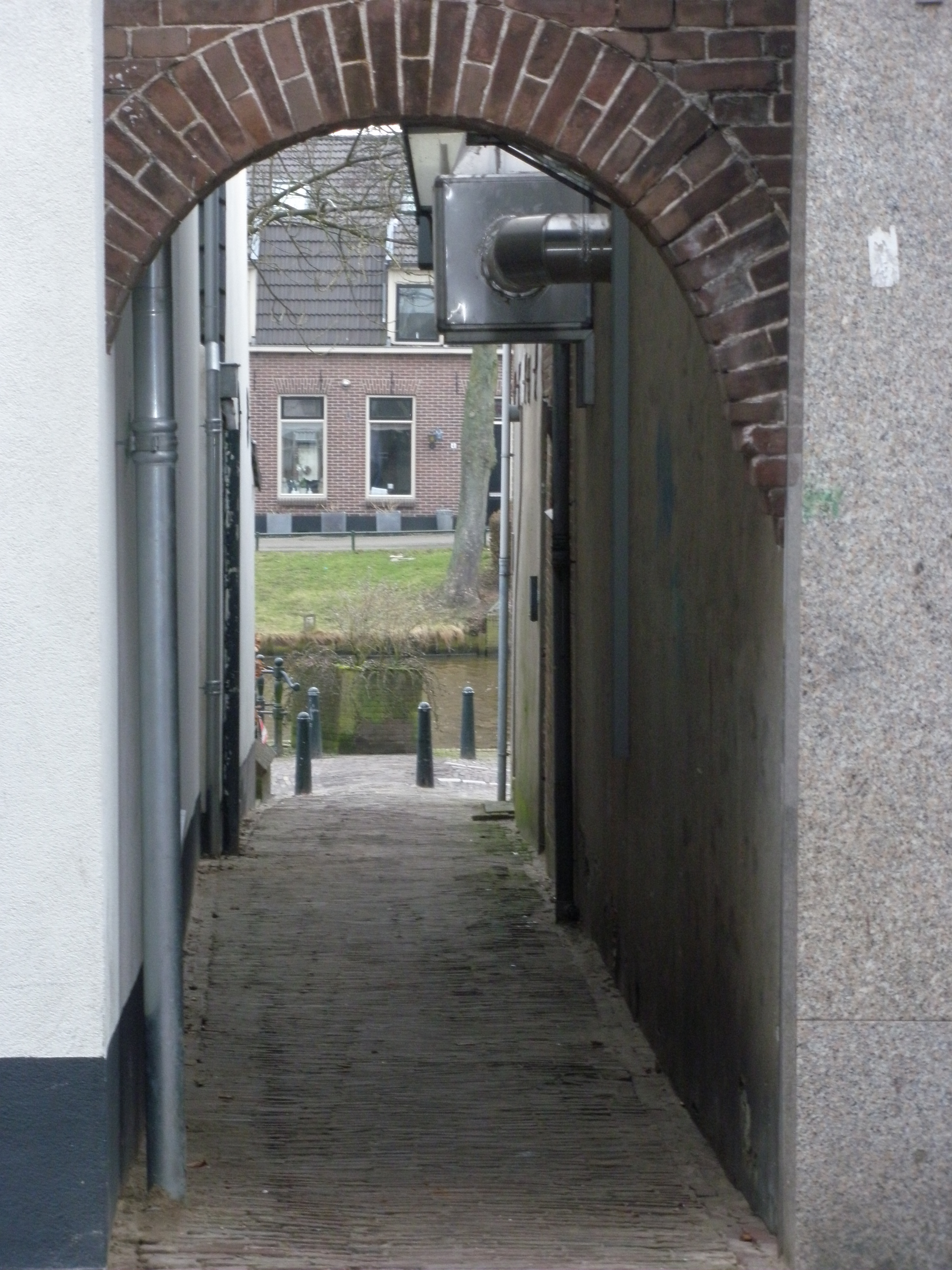
Steegje met poort tussen de Hoogstraat en Onder de Boompjes

De Hoogstraat is een winkelstraat met eenrichtingsverkeer in de Nederlandse plaats Montfoort. De straat loopt parallel aan de Hollandse IJssel en Onder de Boompjes. Via de IJsselpoort en enkele kleine steegjes is de Hoogstraat hiermee verbonden.

## Geschiedenis
De straat dankt haar naam aan het feit dat zij is gelegen op een oeverwal van de Hollandse IJssel en daardoor hoger ligt dan het omringende gebied. De Hoogstraat behoort tot de oudste straten van de stad en wordt al in 1383 vermeld. De huizen aan de noordelijke zijde van de straat grensden vroeger aan de stadsmuur, maar deze werd in de 19e eeuw afgebroken waardoor er een directe verbinding ontstond met de Hollandse IJssel. Op de vrijgekomen ruimte werden daarom veel schuren, werkplaatsen en opslagruimtes gebouwd. Dit is tegenwoordig nog steeds goed te zien als men over het parallel gelegen Onder de Boompjes loopt.
Tot in de tweede helft van de 20ste eeuw stond de Waag van Montfoort aan deze straat op de plek waar nu de kruising met de Waterpoort is.

## Zijstraten
De Hoogstraat begint bij Om 't Wedde en gaat over in de Verlengde Hoogstraat. Zijstraten van de straat zijn Korte Kerkstraat, Hofstraat, Keizerstraat en Havenstraat.

## Bouwwerken van historisch belang
In de straat staan diverse gemeentelijke- en rijksmonumenten:
| Afbeelding | Adres | Naam             |
| ---------- | ----- | ---------------- |
|            | 7     | In de Pot        |
|            | 22    | De Rookende Moor |
|            | 36    | IJsselpoort      |

Ook staan er twee kunstwerken in de straat:
| Afbeelding | Naam                  | Kunstenaar      |
| ---------- | --------------------- | --------------- |
|            | Gevelreliëf Montfoort | Joop Puntman    |
|            | De Handdruk           | Corry Ammerlaan |

Eén gebouw in art-nouveau- en art-deco-stijl is vanwege de cultuurhistorische waarde interessant:
| Afbeelding | Adres |
| ---------- | ----- |
|            | 32    |

Achterstraat ·
Blindeweg ·
Bovenkerkweg ·
De Plaats ·
Doeldijk ·
Havenstraat ·
Heeswijkerpoort ·
Heilig Levenstraat ·
Hofdijk ·
Hofstraat ·
Hoogstraat ·
Julianalaan ·
Keizerstraat ·
Lieve Vrouwegracht ·
Lindeboomsweg ·
Mannenhuisstraat ·
Mastwijkerdijk ·
Molenstraat ·
Om 't Hof · 
Om 't Wedde · 
Onder de Boompjes ·
Oude Boomgaard ·
Schoolstraat  ·
Slotlaan ·
Vrouwenhuisstraat ·
Waardsedijk ·
Waterpoort ·
Willeskopperpoort ·
IJsselplein ·
IJsselkade ·
IJsselveld